# Pelargonium sidoides
Pelargonium sidoides (umckaloabo, gerânio sul-africano) é uma planta medicinal nativa da África do Sul. O extrato líquido das raízes de Pelargonium é o principal componente dos medicamentos, distribuídos no Brasil, Imunoflan e Kaloba pelo laboratório Herbarium e Umckan pela Farmoquímica S.A..
O fitoterápico tem ação antibacteriana, expectorante, e estimulante imunológica .